# Norbert Blüm
Pour les articles homonymes, voir Blum.
Norbert Blüm est un homme politique allemand membre de l'Union chrétienne-démocrate d'Allemagne (CDU), né le 21 juillet 1935 à Rüsselsheim am Main et mort le 23 avril 2020 à Bonn.
Ministre fédéral du Travail pendant 16 ans, de 1982 à 1998, dans les cinq gouvernements Kohl, il détient le record de longévité à ce poste.

## Biographie

### Jeunesse et formation
En 1949, alors âgé de 14 ans, Norbert Blüm quitte l'école pour suivre une formation d'outilleur chez Opel, où il travaille jusqu'en 1957. Il prend ensuite des cours du soir et obtient son Abitur en 1961. Il entreprend ensuite d'étudier la philosophie, la philologie allemande, l'histoire et la théologie.
Il devient rédacteur du journal Ordre social, de l'Association des employés chrétiens-démocrates (CDA), en 1966 et le reste pendant deux ans. Il obtient son doctorat de philosophie en 1967.

### Vie politique

#### Comme membre de la CDU
Norbert Blüm s'engage au sein de l'Union chrétienne-démocrate d'Allemagne (CDU) en 1950. Entre 1968 et 1975, il est coordinateur principal du comité social de l'Association des employés chrétiens-démocrates. Il devient membre du comité directeur fédéral de la CDU en 1969.
En 1979, il prend la présidence du comité social de la CDA en Rhénanie-Palatinat. Il abandonne ce poste trois ans plus tard et est élu président du comité social fédéral pour dix ans.
Membre de la présidence de la CDU à partir de 1981, Norbert Blüm a été président de la fédération régionale du parti en Rhénanie-du-Nord-Westphalie de mai 1987 à février 1999, et vice-président fédéral du parti par deux fois, entre 1981 et 1990, puis de 1992 à 2000.
Cette année-là, il abandonne toutes ses responsabilités au sein de l'appareil de la CDU.

#### Au niveau institutionnel
Le 19 novembre 1972, Norbert Blüm est élu député fédéral au Bundestag. Huit ans plus tard, il est désigné vice-président du groupe CDU/CSU au Bundestag. Il démissionne en 1981 pour devenir parlementaire régional à la Abgeordetenhaus de Berlin-Ouest. Peu après, il devient sénateur (ministre régional) chargé des Affaires fédérales et délégué auprès de l'État fédéral.
À la suite du vote d'une motion de censure constructive, Helmut Kohl est élu Chancelier fédéral le 1er octobre 1982. Norbert Blüm est nommé ministre fédéral du Travail et de l'Ordre social trois jours plus tard. Dès l'année suivante, il retrouve un siège au Bundestag.
En 1990, il se présente aux élections régionales en Rhénanie-du-Nord-Westphalie contre le Ministre-président social-démocrate Johannes Rau, qui le bat. Huit ans plus tard, le 27 octobre 1998, il est contraint de quitter son ministère, à la suite de l'arrivée au pouvoir d'une coalition rouge-verte.
Au cours des seize ans qu'il passe au ministère du Travail, soit le record de longévité à ce poste, il insiste sur l'expansion de l'État-providence et assuré la mise en place, en 1995, d'une assurance dépendance. Il est par ailleurs le seul ministre à avoir servi Helmut Kohl au cours de ses cinq mandats.

### Retrait de la vie politique
Il ne se représente pas aux législatives de 2002.
Retiré de la vie politique, il défend notamment la cause palestinienne et lutte contre le travail des enfants dans les briqueteries au moyen de l'association XertifiX, dont le label garantit que les briques venues d'Inde n'ont pas été fabriquées par des enfants. Il est également acteur de satires politiques (kabarettist).
Il meurt le 23 avril 2020 à Bonn.

### Famille
Norbert Blüm, marié à Marita Blüm et père de trois enfants, vit à Bonn. Il est de confession catholique.

## Récompenses et distinctions
- 2000 : prix Münchhausen